# 수마트라날다람쥐
수마트라날다람쥐(Hylopetes winstoni)는 다람쥐과에 속하는 설치류이다. 수마트라섬에서만 발견된다. IUCN 적색 목록에서 "정보부족종"으로 분류하고 있다. 원래 1949년에 발견되었고, 단 한 점의 표본만이 알려졌다. 야행성, 수상성 동물로 수관층에서 대부분의 시간을 보낸다. 수마트라날다람쥐는 제한된 서식지와 벌목으로 인한 서식지 감소 때문에 멸종 위협을 받고 있다. 대부분의 다른 날다람쥐와 달리, 꼬리와 연결된 비막을 갖고 있지 않다.